# Myzus philadelphi
Myzus philadelphi är en insektsart. Myzus philadelphi ingår i släktet Myzus och familjen långrörsbladlöss. Inga underarter finns listade i Catalogue of Life.